# Intertype-Setzmaschine

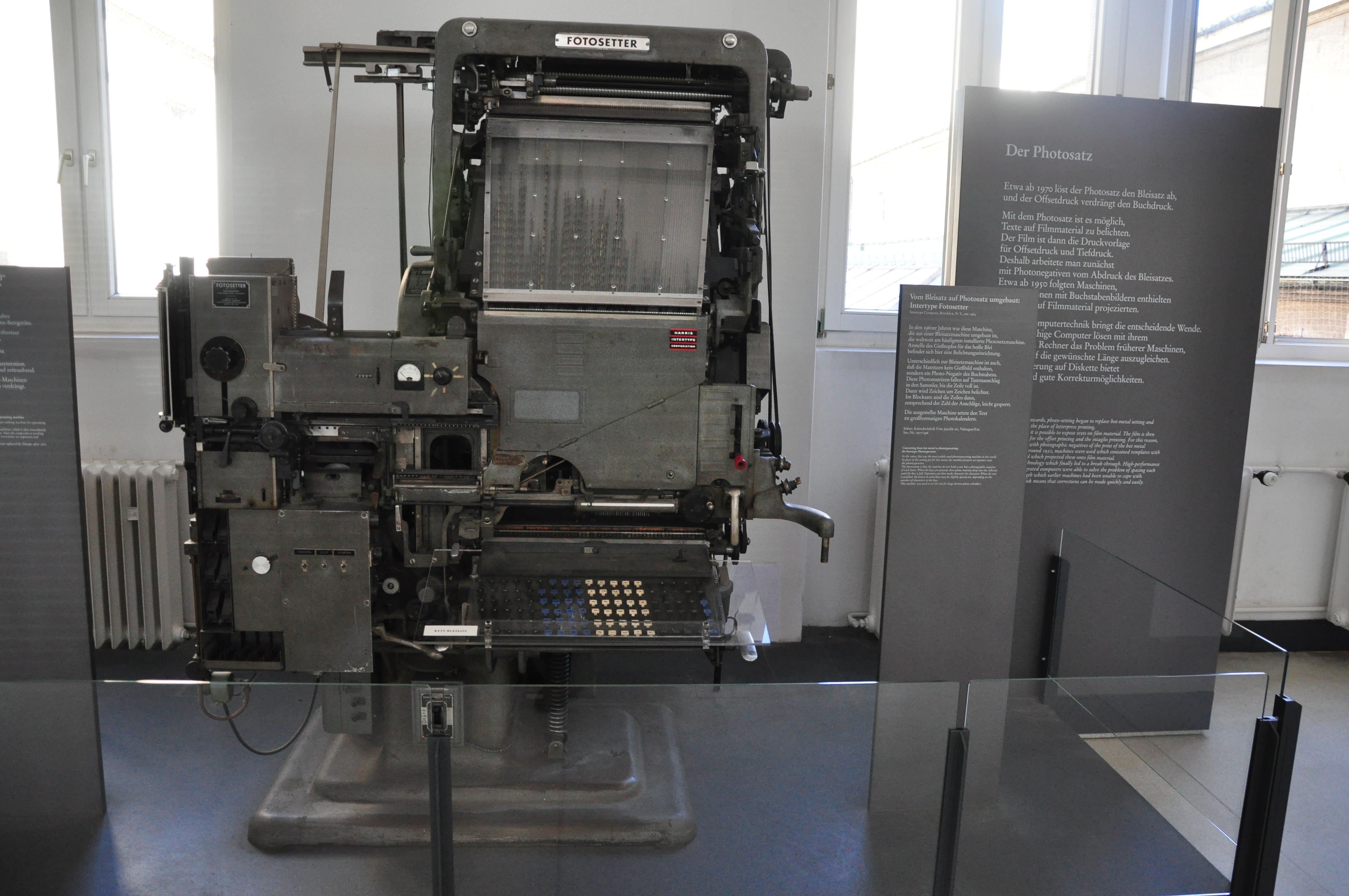
Intertype Photosetter

Die Intertype-Setzmaschine oder auch International Typesetting Machine ist eine Matrizensetz- und Zeilengießmaschine, die nach dem Prinzip der Linotype-Setzmaschine arbeitet.

## Entstehung
Die Intertype wurde von Wilbur Scudder, dem Erfinder der Monoline, und Herman Ridder von Associated Press entwickelt. Neben Scudder, der früher als technischer Leiter bei der Mergenthaler Linotype Co. (Brooklyn) arbeitete, waren noch T. S. Romans, B. F. Soper, W. E. Bertram und andere beteiligt. Die Geburtsstunde für die Entwicklung war das Jahr 1912, nachdem die Patente der Linotype-Setzmaschine abgelaufen waren. Dies war eine Grundvoraussetzung für den Bau, da die Intertype in ihrem Grundprinzip identisch mit der Linotype-Setzmaschine war. Auf den Markt kam die Intertype-Maschine 1913. Sie besaß ebenso ein Umlaufsystem von Matrizen und stellte komplett gegossene Schriftzeilen aus einer Bleilegierung her. Die Matrizen aus Linotype-Produktion ließen sich auch in der Intertype verwenden; viele weitere Bauteile der Maschinen waren identisch. (Für eine nähere Beschreibung des Funktionsprinzips siehe: Linotype-Setzmaschine.)

## Unterschiede
Im Vergleich mit der Linotype gab es verschiedene Verbesserungen. Die Intertype kam insgesamt mit weniger Bauteilen aus und die Anzahl der bewegten Teile wurde ebenfalls reduziert, was eine geringere Defektanfälligkeit versprach und den Preis senkte. Die Führungszapfen der Matrizen wurden neu gestaltet. Eine Verstärkung an dieser Stelle verringerte den Verschleiß. Dadurch hatten die Matrizen nun eine längere Lebensdauer. Zunächst wurde die Intertype nur mit einem einzelnen Schriftmagazin ausgeliefert. Für einen Schriftwechsel musste man deshalb das Magazin austauschen. Weitere Magazine konnten jedoch zugekauft werden, wobei sich jeweils zwei von maximal vier montierbaren Magazinen beim Setzen mischen ließen. So konnten etwa Auszeichnungen in der Zeile erreicht werden. Allgemein gab es zahlreiche Aufrüstmöglichkeiten für die Maschine, zum Beispiel eine automatische Einrichtung zum Füllen und Zentrieren der Satzzeilen oder eine thermostatische Luftkühlung für die Gießeinrichtung.

## Weiterentwicklung zum Fotosatz
Im Jahr 1950 brachte die Intertype Company den Fotosetter heraus. Die Maschine funktionierte immer noch nach dem bekannten Prinzip des Matrizenumlaufs, jedoch trugen die Matrizen (jetzt Fotomat genannt) ein Schriftnegativ auf ihrer Breitseite und wurden in einer Belichtungskammer auf Film oder Fotopapier belichtet.